# Рудолф II фон Алтдорф
Рудолф II фон Алтдорф (на немски: Rudolf II von Altdorf, Rudolph; † 10 март ок. 990) от швабския клон на фамилята на старите Велфи е граф в Алтдорф.
Той е син на граф Рудолф I фон Алтдорф и съпругата му Рихлинд, внучка на император Ото I Велики.
Рудолф II се жени за Ита фон Йонинген от Швабия († сл. 16 октомври 1000), дъщеря на херцог Конрад I от Швабия († 997). Те имат децата: 
- Хайнрих († 15 ноември 1000), граф на Алтдорф
- Велф II († 10 март 1030), граф в Лехрайн, Швабия
- Рихлинда (Рихардис) († 12 юни 1045), омъжена за граф Адалберо II фон Еберсберг († 1045)
- ? Еберхард († 1041), епископ на Бамберг (1007 – 1041)
- ? Куно I († сл. 1020), граф на Зуалафелд

Рудолф умира ок. 990 г. и е погребан в Алтдорф.